# Jakov II., kralj Mallorce
Jakov II. (Jaume na katalonskom; 31. svibnja 1243. — 29. svibnja 1311.) bio je mallorcanski kralj i lord Montpelliera. Jakov je bio sin aragonskoga kralja Jakova I. i Violante Ugarske.
Preko svoje žene Esclarmonde de Foix, zbližio se s njenim bratom Rogerom-Bernardom od Andore, koji se stalno bunio protiv aragonske vlasti i bio trn u oku njegovom starijem bratu koji je naslijedio aragonski tron. Nesuglasice je Jakov izgladio sklopivši mirovni sporazum s bratom u Perpignanu 1279. kojim je priznao njegovo suzerenstvo nad svojom kraljevinom. Njihovi sukobi nisu prestali jer su im se preklapale jurisdikcije u Montpellieru.
Valutnom reformom konsolidirao je financije i osnovao jedanaest naselja na Mallorci.
Jakova je naslijedio njegov sin Sančo; Jakovljeva je kći Sanča postala napuljska kraljica.